# S企画
株式会社S企画（エスきかく）は、かつて書店を運営していた日本の企業。旧社名は株式会社芳林堂書店。

## 概要
太平洋戦争終戦後に、古本の販売を目的として個人商店として創業。1948年3月に法人に改組。1971年に池袋駅西口に自社ビルとなる芳林堂ビルが完成し、旗艦店となる池袋本店をオープンさせた。
その後は首都圏を中心に店舗を拡大し、1999年8月期には約70億円の売上を記録したが、読書離れやインターネットの普及、電子書籍の台頭から業績が悪化。再建策として、池袋本店を閉店し、芳林堂ビルを売却した一方、コミックやビジネス書籍の取り扱いを増やしたり、事業多角化を目的に語学や飲食業に参入したが、書店事業以外の事業において、一部が不良債権化し、有利子負債が増加することになり、経営はさらに悪化していった。
売上高も2015年8月期にはピーク時から半減の約35億8700万円までに低下。取次業者の太洋社に対する支払いの繰延を幾度も申請して経営を維持してきたが、太洋社からの請求額のうち芳林堂書店は56％しか太洋社に支払わなかったことから、太洋社は2016年1月に芳林堂書店に対し、書籍の納入を停止することを通告し、同年2月以降は新刊の入荷がない状態が続き、店舗の運営にも支障をきたしていた。
そんな中、2016年2月5日に太洋社は取引先に対して自主廃業を通知。芳林堂書店は取次業者の変更を検討したものの、太洋社への債務支払いがネックとなり断念。同年2月23日にアニメイトグループである書泉に、書籍・外商事業を譲渡する契約を締結し。芳林堂書店の店舗は書泉傘下の（新）芳林堂書店として営業を継続することになった他、同時に書泉は同年2月26日に外商部門の受け皿会社として、株式会社芳林堂書店外商部を設立した。
株式会社芳林堂書店は2016年2月25日に株式会社S企画へ商号変更し、翌2月26日に東京地方裁判所から破産手続開始決定を受けた。
太洋社とその主要取引先の芳林堂書店は、もたれ合いの関係を続けた結果、太洋社が回収できない債権が生まれた。このため、帳号変更は難しく、芳林堂書店は事業継続が難しくなった。これはリスク分散の無いシェア拡大の失敗例と言える。

## 沿革
- 1948年3月 - 設立。
- 1971年 - 芳林堂ビルが完成し、池袋本店が開業[4]。
- 2003年12月 - 池袋本店が閉店[4]。
- 2004年1月 - 芳林堂ビルを売却。
- 2016年
  - 1月 - 太洋社が書籍の納入を停止することを通告。これにより、新刊の入荷が不可能となった。
  - 2月23日 - 書泉との間で書籍・外商事業を譲渡する契約を締結。
  - 2月25日 - 商号を株式会社芳林堂書店から株式会社S企画に変更。
  - 2月26日 - 東京地方裁判所から破産手続開始決定を受ける。
- 2017年4月6日 - 法人格消滅。

## 経営破綻時点で営業していた店舗
○：書泉へ譲渡し、（新）芳林堂書店として営業。
- コミックプラザ店（東京都豊島区）
- 高田馬場店（東京都新宿区）○
- 東長崎店（東京都豊島区）○
- 平井店（東京都江戸川区）
- 所沢駅ビル店（埼玉県所沢市）
- 航空公園店（埼玉県所沢市）
- みずほ台店（埼玉県富士見市）○
- イーサイト上尾店（埼玉県上尾市）○
- エミオ狭山市店（埼玉県狭山市）
- 関内店（神奈川県横浜市）